# Пьянков, Павел Павлович
Павел Павлович Пьянков (род. 1946) — советский хозяйственный и государственный деятель, лауреат Государственной премии СССР за выдающиеся достижения в труде, народный депутат СССР.

## Биография
Родился в 1946 году. Образование среднее.
В 1962—1989 годах — ученик вальцовщика, вальцовщик, военнослужащий Советской армии, вальцовщик.
Старший вальцовщик Первоуральского новотрубного завода Министерства чёрной металлургии СССР. Член КПСС.
Почётный металлург СССР.
За большой личный вклад в интенсификацию металлургического производства был в составе коллектива удостоен Государственной премии СССР за выдающиеся достижения в труде 1987 года.
Член советского Фонда мира. Был выборщиком при выборах Народных депутатов СССР от Форда мира и сам кандидатом в депутаты.
Избран от Первоуральского территориального округа № 303 Свердловской области РСФСР. Народный депутат СССР (1989—1991). С 1989 года — член Комитета Верховного Совета СССР по вопросам гласности, прав и обращений граждан.
Жил в Первоуральске.

## Награды
- Орден Трудовой Славы II степени[2].
- Орден Трудовой Славы III степени[2].